# Negende Fort
Het Negende Fort (Litouws: Devintas Fortas) in Kaunas, Litouwen is een fort dat onderdeel uitmaakt van het grotere complex Fort Kaunas en dat dienstdeed als gevangenis en tijdens de Tweede Wereldoorlog als concentratiekamp van nazi-Duitsland.
Het fort werd gebouwd tussen 1902 en 1913 en was sinds 1924 een gevangenis. Tijdens de Sovjet-bezetting (1940-41) van de Baltische Staten na het Molotov-Ribbentroppact deed het fort dienst als gevangenis van de NKVD die er politieke gevangenen opsloot.
Tijdens de bezetting door nazi-Duitsland was het een concentratiekamp waar in totaal 30.000 mensen, meest Litouwse Joden, omkwamen. Ook vanuit andere landen werden Joden naar Kaunas gebracht.
Direct na de oorlog gebruikte de Sovjet-Unie het wederom als gevangenis. Vanaf 1948 tot 1958 deed het fort en de directe omgeving dienst als landbouwcomplex. Hierna werd er een museum gevestigd.